# رودولفو دیاس (بازیکن بسکتبال)
رودولفو دیاس (اسپانیایی: Rodolfo Díaz‎; ۷ مهٔ ۱۹۱۸ – ۲۲ ژوئن ۱۹۹۳) بازیکن بسکتبال اهل مکزیک بود. وی در بازی‌های المپیک تابستانی ۱۹۴۸ شرکت کرده‌است.